# 风谣
風謠是漢朝察举征辟所凭借之来自乡里、太学对该员之品评，以韵语为之，故有“乡里之号”、“时人之论”等称。东汉经师及其生徒常以此标榜个人德行学业，以延誉上达，成为豪门贵族自我品评的方式之一。